# Tren azul
El Tren azul (en francés, Train bleu), era un tren de lujo, conocido oficialmente como Expreso Calais-Mediterráneo (Calais-Méditerranée-Express), que funcionó durante más de un siglo, entre los años 1886 y 2007, y que cubría el trayecto entre Calais (en donde se podía hacer correspondencia con Inglaterra) y Ventimiglia (Italia), vía París, Dijon, Marsella, Tolón, Saint-Raphaël, Cannes, Juan-les-Pins, Antibes, Niza, Mónaco, Montecarlo et Menton.

### Trayecto y horarios en 1892

Recorrido del tren en Francia

### Trayecto y horarios en 1892[1]
| Hacia el Sur         | estación                | Km | Hacia el Norte |
| -------------------- | ----------------------- | -- | -------------- |
| Club Train           |                         |    |                |
| 14:55                | Viaducto Holborn        |    | 22:47          |
| 15:00                | Londres - Charing Cross |    | 22:43          |
| 15:00                | Londres - Victoria      |    | 22:43          |
| 22:47                | París - Nord            |    | 15:15          |
| Méditerranée Express |                         |    |                |
| 23:40                | París - Nord            |    | 14:20          |
| 08:49                | Lyon                    |    | 06:06          |
| 14:25                | Marsella                |    | 00:30          |
| 18:18                | Cannes                  |    | 20:43          |
| 19:00                | Niza                    |    | 20:00          |
| 19:37                | Montecarlo              |    | 18:52          |
| 20:14                | Menton                  |    | 18:36          |
| 20:36                | Ventimiglia             |    | 18:14          |